# College Life
"College Life" é uma canção popular de Hery Frantzen em 1905, em Nova Iorque. Hoje a versão mais conhecida é a de Billy Murray, que gravou uma versão em 1906 para a Victor Records que entrou em domínio público.